# タムカルム
タムカルム（英: tamkarum）は、古代のメソポタミア領域に存在した交易者。日本語ではタムカールムの表記もある。「タムカルム」はアッカド語で、「カルム」はアッカド語の埠頭や波止場を指し、やがて商人居住区や商人団を指すようになった。シュメール語ではダムガルと呼ばれる。紀元前2400年頃のウルイニムギナ時代、アッシリアのカッパドキア、バビロニアのハムラビ法典などに記録が見られる。
身分型の商人に属し、生計は身分にもとづく収入で保証されていた。タムカルムが行なった活動には、仲買人、代理人、競売人、保管人、銀行家、仲裁人、行商、奴隷取締官、徴税人などが含まれる。トラブルの際には、タムカルムがカルムに助言や与えたり介入を行った。タムカルムの役割には管理的機能、交易港での非市場交易が含まれていた。
シュメール語で商人を表すダムガルは、タムカルムからの借用である。ダムガルも私的な商人ではなく、王に仕える形で交易に従事した。私的な商人としては、バビロン第1王朝に入ってからアッシリアの商人の活動がある。キュルテペの遺跡からはアッシリア商人たちの文書記録が多数発見された。